# Koszary Wiśniowieckiego w Hruszowie
Koszary Wiśniowieckiego w Hruszowie – kompleks koszarowy znajdujący się na terenie garnizonu Hruszów.

## Charakterystyka
Koszary Wiśniowieckiego w Hruszowie powstały w zaadaptowanych budynkach dworu, który niegdyś stanowił ośrodek dużego majątku leśnego. W pobliżu koszar znajdowało się kilkadziesiąt zagród i piękna, drewniana cerkiew, pamiętająca czasy I Rzeczypospolitej. Dowódcy szwadronów mieli do dyspozycji tzw. „rotmistrzówkę”, czyli dom z dwoma czteropokojowymi mieszkaniami. Neogotycka kaplica dworska pełniła funkcję kaplicy garnizonowej pw. Świętego Józefa.
23 października 1921 do Hruszowa przybyło dowództwo, oddział sztabowy, kadra szwadronu zapasowego oraz 1 szwadron i szwadron ciężkich karabinów maszynowych 22 pułku Ułanów Podkarpackich. Zimą 1922 kadra szwadronu zapasowego opuściła Hruszów, a 20 kwietnia do garnizonu przybył 3 szwadron. W kwietniu Hruszów opuściło dowództwo pułku oraz część oddziału sztabowego, a 5 maja odjechał 1 szwadron. We wrześniu odszedł z Hruszowa szwadron ckm, a w jego miejsce przybył 2 szwadron.

Po odejściu z Hruszowa 22 pułku ułanów, Koszary Wiśniowieckiego w latach 1924–1927 zajmowały szwadrony 10 pułku strzelców konnych, a potem 39 pułku piechoty Strzelców Lwowskich. Wiosną 1937 zakwaterowano w nich 6  batalion Junackich Hufców Pracy.
Koszary w Hruszowie zachowały się do dziś (2020) w dość dobrym stanie i położone są tuż za polską granicą. Budynki nie mają adresów, a zabudowania pokoszarowe, częściowo przebudowane, w większości są nieużytkowane. W ruinie jest kaplica garnizonowa. Jeden budynek zajmuje ukraińska straż graniczna, w innym mieści się wiejska placówka felczersko-akuszerska.